# Mitapivat
Le mitapivat est un médicament, activateur de la pyruvate kinase des hématies et donné en cas de déficit en cet enzyme.

## Action
Il augmente l'activité de la pyruvate kinase, même dans ses formes mutantes.

## Efficacité
Il permet une augmentation du taux de l'hémoglobine chez les patients porteurs d'un déficit en pyruvate kinase.
Il est en cours de test dans les thalassémies alpha et bêta ainsi que dans les drépanocytoses, montrant également une augmentation du taux de l'hémoglobine.

## Effets secondaires
Les principaux sont la survenue de céphalées et d'insomnies à l'instauration du traitement, rapidement régressives.